# Pat Nixon
Thelma Catherine Nixon (született: Ryan; Ely, 1912. március 16. – Park Ridge, 1993. június 22.) az Amerikai Egyesült Államok first ladyje 1969 és 1974 között, Richard Nixon feleségeként. Az ország second ladyje is volt, mikor férje alelnökként szolgált 1953 és 1961 között.
A nevadai Elyben született, a mai Cerritos városában nőtt fel két fiútestvérével, Kaliforniában. A Pat nevet apjától kapta, hiszen egy nappal Szent Patrik napja előtt született és iskolás korában kezdte el ő is használni a Thelma helyett. 1929-ben fejezte be középiskolai tanulmányait, a Excelsior Union Középiskola tanulójaként, Norwalkban. A Fullertoni Főiskola, majd a Dél-kaliforniai Egyetem tanulója volt. Több helyen is dolgozott egyszerre, hogy tanulmányait finanszírozza, egy gyógyszertár menedzsere, gépírónő, röntgenológus és bolti eladó is volt az évek során. 1940-ben összeházasodott Richard Nixon jogásszal és két lányuk született, Tricia és Julie. Közös nevük a Nixon-csapat volt, sikeresen kampányoltak együtt férje 1946-os és 1948-as kongresszusi választásain. 1952-ben Richard Nixont megválasztották alelnöknek, Dwight D. Eisenhower alelnökjelöltjeként, így Pat lett az ország huszonhatodik second ladyje. Pat Nixon nagy szerepet játszott a modern second lady szerepkörének kialakulásában, iskolákat, árvaházakat és falusi piacokat látogatott, világszerte utazva, segítve a hátrányos helyzetűeket. Az ország történetének egyik legjobb second ladyjének tekintik.
First ladyként Pat Nixon több fontos jótékony mozgalmat népszerűsített. A Fehér Házban több, mint 600 történelmi művet és berendezést gyűjtött össze, ami a legtöbbnek számított bármely kormány hivatali ideje alatt. Az amerikai történelem legtöbbet utazó first ladyje volt, amit csak huszonöt évvel később döntött meg Hillary Clinton. Az elnököt kísérte Kínába és a Szovjetunióba is, az első elnöki feleség volt, akit hivatalosan is az Egyesült Államok képviselete tagjának neveztek egyedül tett útjain Afrikába és Dél-Amerikába, megnevezése „Követasszony” volt. Ezek mellett az első first lady volt, aki belépett egy háborús zónába. Ugyan férjét újraválasztották 1972-ben, hivatali ideje, mint first lady két évvel később véget ért, mikor Richard Nixon lemondott a Watergate-botrány következtében.
Élete hátralévő részében egyre kevesebbszer jelent meg a nyilvánosság előtt. Ő és férje San Clemente-ben éltek, majd később New Jersey-be költöztek. 1976-ban és 1983-ban is sztrókot szenvedett és 1992-ben tüdőrákkal diagnosztizálták. 1993-ban hunyt el, 81 évesen.